# Matthew & Son
Matthew & Son è il primo album del cantautore britannico Cat Stevens, pubblicato il 10 marzo 1967 dall'etichetta discografica Deram.

## Tracce
LP (Deram SML 1004)
Testi e musiche di Cat Stevens.
1. Matthew and Son – 2:44
2. I Love My Dog – 2:22
3. Here Comes My Baby – 2:58
4. Bring Another Bottle Baby – 2:44
5. Portobello Road – 2:31
6. I've Found a Love – 2:32
7. I See a Road – 2:11
8. Baby Get Your Head Screwed On – 2:22
9. Granny – 3:12
10. When I Speak to the Flowers – 2:25
11. The Tramp – 2:10
12. Come On and Dance – 2:10
13. Humming Bird – 2:36
14. Lady – 3:03
15. School Is Out (traccia bonus) – 2:59
16. I'm Gonna Get Me a Gun (traccia bonus) – 2:12

Durata totale: 41:11

## Classifiche
| Paese       | Posizione raggiunta |
| ----------- | ------------------- |
| Regno Unito | 16                  |